# Jonas Bane
Jonas Viktor Bane, född 14 september 1987 i Engelbrekts församling och uppvuxen i Sollentuna, är en svensk skådespelare.
Bane debuterade 2006 i musikalen 1956 på Oscarsteatern i Stockholm och blev uppmärksammad för sin roll som Kim Dahlberg i TV-serien Andra Avenyn, med den påföljande spinoffen Riverside. Under hösten 2009 hördes han även på lördagmorgnar som radiopratare i P3 Morgonpasset helg.
Bane gör sedan 2009 rösten till många animerade, utländska filmer och serier som syns i svensk tv, bland annat The Troop, Huset Anubis och Prinsessan Lillifee. Jonas gör även rösten till Ratchet i Spelserien Ratchet and Clank. Jonas Bane är utbildad vid William Esper Studio i New York.
2015 gjorde Bane comeback på musikalscenen i Green Day-musikalen American Idiot. Den spelades på Malmö Opera 2015 och på Cirkus i Stockholm våren 2016.

## Teater

### Roller
| År   | Roll                | Produktion                                            | Regi           | Teater                |
| ---- | ------------------- | ----------------------------------------------------- | -------------- | --------------------- |
| 2006 | Ensemble/Understudy | 1956                                                  |                | Oscarsteatern         |
| 2007 | Pojken              | Järn                                                  |                | SR P4                 |
| 2010 | Christian           | Hälsa allihopa                                        |                | Lerbäcks teater       |
| 2011 | Jack                | Jack & Jill                                           |                | Teater Playhouse      |
| 2012 | Johan               | Silverpilen                                           |                | Spårvägsmuseet        |
| 2016 | Dustin              | American Idiot Billie Joe Armstrong och Michael Mayer | Philip Zandén  | Cirkus, Stockholm     |
| 2016 | Klas/Brudgummen     | I Love You, You're Perfect, Now Change                | Rasmus Mononen | Lilla Beddinge Teater |

## Priser/nomineringar
- Gaygalan - Jonas vann priset "Årets-HBT-Fast-Inte-På-Riktigt" för sin prestation som den bisexuella karaktären "Kim" i tv-serien Andra Avenyn 2007
- Aftonbladets TV-pris - Nominerad - Bästa manliga skådespelare 2008
- Aftonbladets TV-pris - Nominerad - Bästa manliga skådespelare 2009